# Roda da Fortuna
A roda da Fortuna  (em latim, rota fortunae) é um conceito oriundo da  mitologia romana, popularizado durante a Idade Média e que faz referência à natureza caprichosa do destino.
A roda (de fato, um timão) pertence à deusa Fortuna que a gira aleatoriamente, mudando assim a posição dos homens que se encontram sobre a roda e dando-lhes boa ou má sorte. Podendo a roda ser equiparada à vida, o homem tanto pode estar em cima (bem na sua vida) como de cabeça para baixo, tudo depende do destino ou da sorte ("fortuna"). O homem não pode fugir ao seu destino e na sua vida vai passando por muitas alterações, tanto pode estar "em cima" como "em baixo". A melodia de Carl Orff, Carmina Burana, faz referência à Fortuna e a sua letra foi originalmente escrita por goliardos na Idade Média.

## Representações artísticas

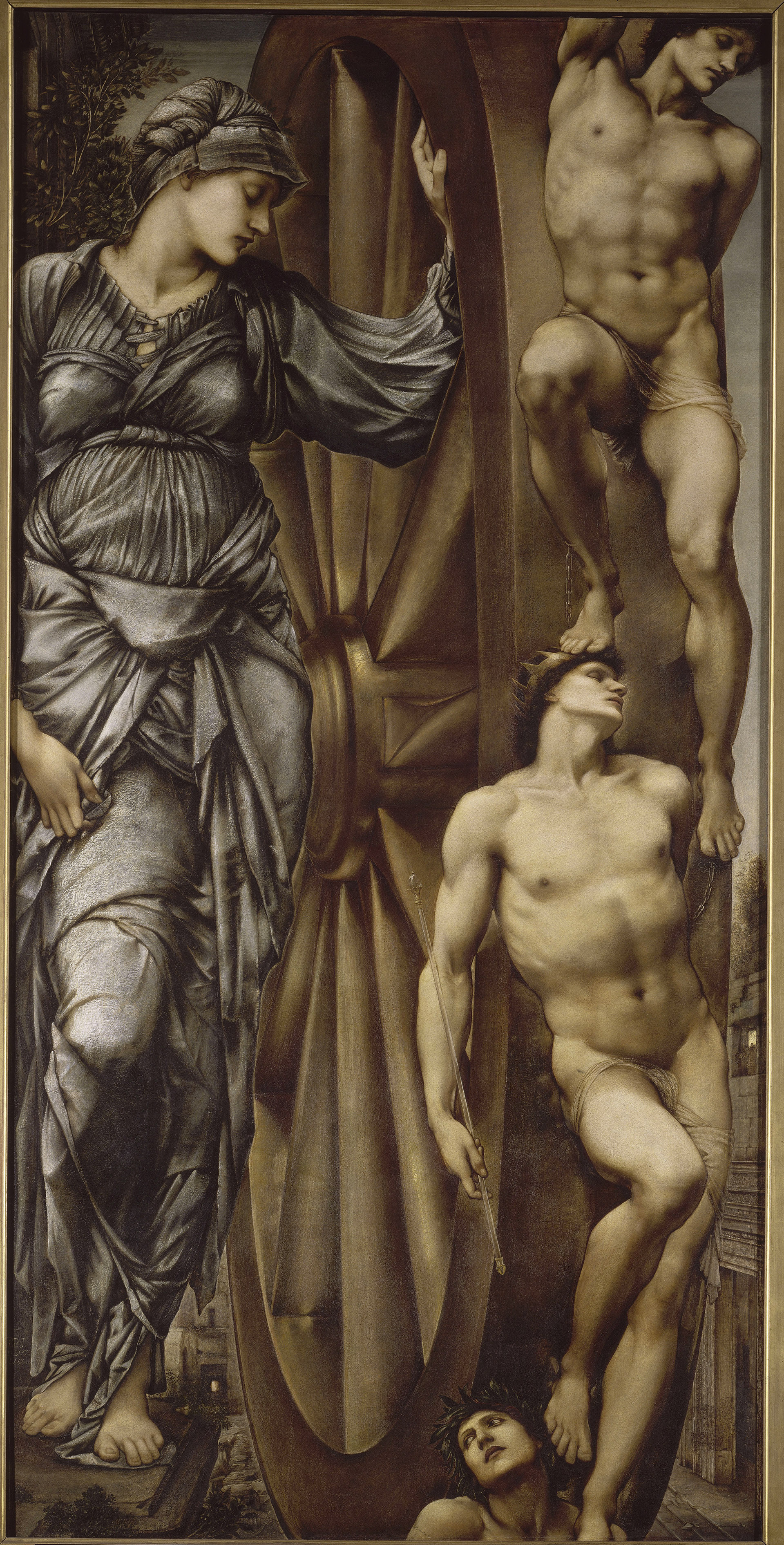
The Wheel of Fortune Edward Burne-Jones
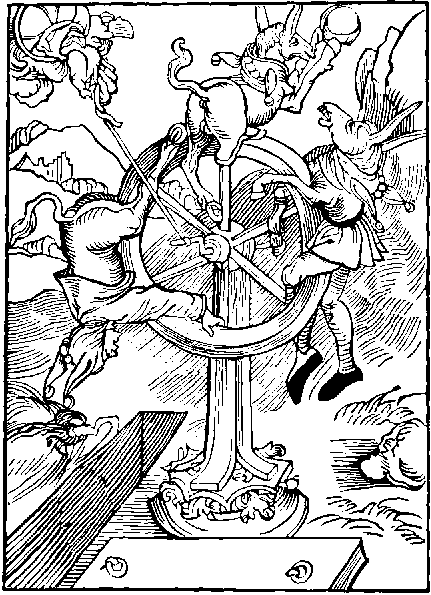
Nau dos insensatos de Sebastian Brant, Gravura de Albrecht Dürer
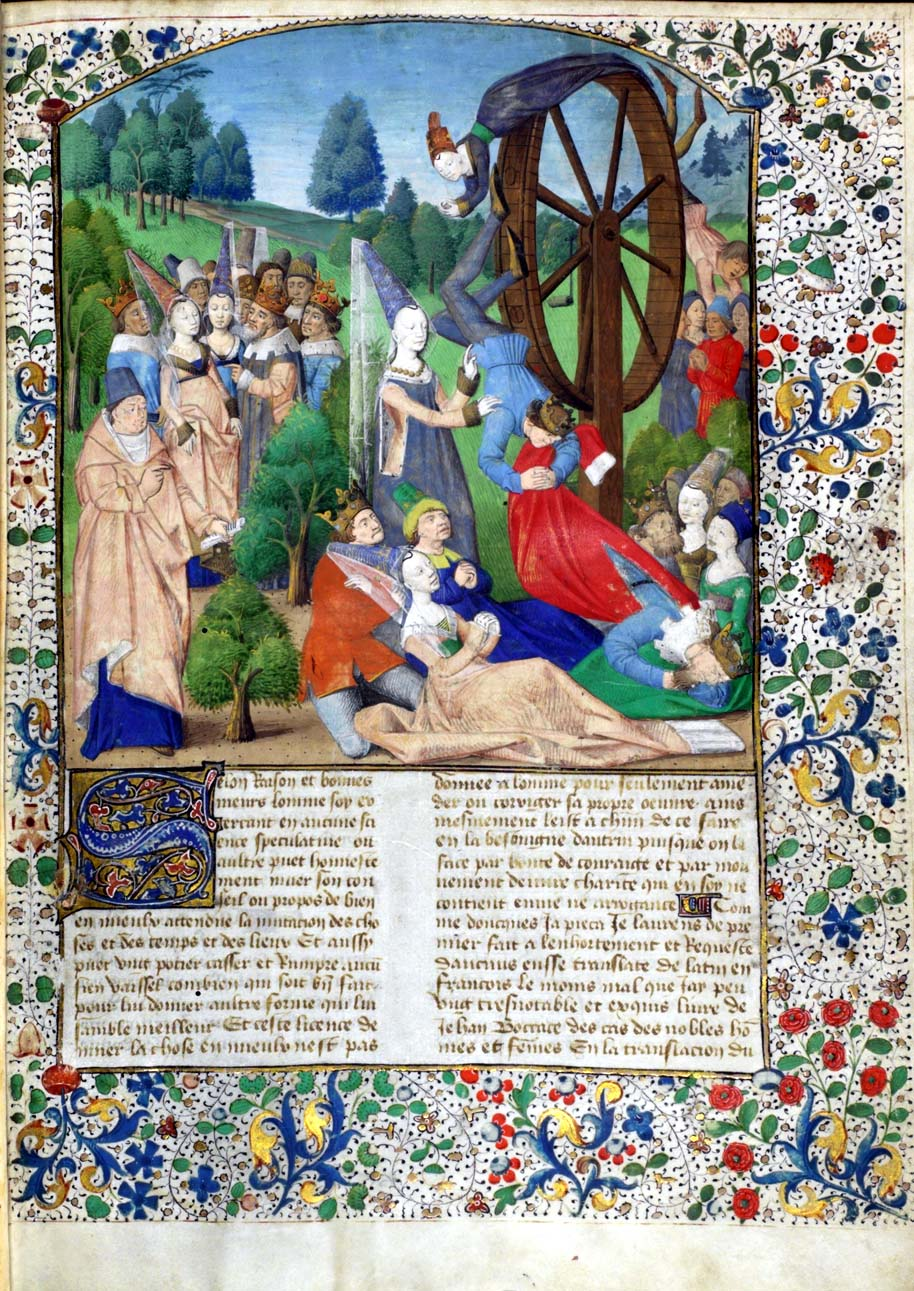
A Fortuna que gira a roda, Sobre os Destinos dos Homens Famosos de Giovanni Boccaccio